# Langley with Hardley
Langley with Hardley is een civil parish in het bestuurlijke gebied South Norfolk, in het Engelse graafschap Norfolk met 488 inwoners.